# Jamal al-Abdullah
Jamal al-Abdullah Sulaiman Sultan (arabisch جمال العبد الله سليمان سلطان; * 1963) ist ein ehemaliger katarischer Leichtathlet.
Der Sprinter stellte 1984 im 100-Meter-Lauf mit 10,1 Sekunden seine persönliche Bestmarke auf, im gleichen Jahr beendete er den 200-Meter-Lauf in 20,6 Sekunden. Jamal al-Abdullah nahm an den Olympischen Spielen 1984 in Los Angeles teil, bei denen er zusammen mit Faraj Saad Marzouk, Waheed Khamis al-Salem und Talal Mansour in der Disziplin 4-mal-100-Meter-Staffel antrat. Er beendete die Strecke auf dem sechsten Platz und qualifizierte sich beim Staffellauf für die Halbfinals. Er stellte in den Halbfinals mit 40,43 Sekunden in der 4-mal-100-Meter-Staffel seine beste olympische Zeit auf und belegte den achten Platz. Außerdem trat er auch in der Disziplin des 200-Meter-Laufs an und beendete die erste Runde auf dem vierten Platz mit einer Zeit von 21,10 Sekunden. In den Viertelfinals erreichte er eine Zeit von 21,44 Sekunden, die ihm den siebten Platz einbrachte.